# CrossFire (joc video)
CrossFire este un shooter tactic online pentru Microsoft Windows dezvoltat de Smilegate Entertainment. Jocul a fost lansat în China de către Tencent Games, compania acționând, de asemenea, în calitate de companie exclusivă de service agent. Testele pentru erorile sale software au fost lansate public în aprilie 2008.
Datorită popularității sale în Asia, în special în China și Coreea de Sud, a devenit cel mai jucat joc din lume după numărul de jucători din toate timpurile, cu 660 de milioane de jucători din întreaga lume. A fost cel mai bun joc online din lume începând din 2014  și a devenit unul dintre jocurile video cu cele mai mari încasări de toate timpurile, având încasări de 10,8 miliarde dolari în venituri pe viață, începând din 2018.
O adaptare a filmului a fost anunțată în octombrie 2015. Un remake și un sequel, CrossFire HD și CrossFire 2, sunt în curs de dezvoltare la Smilegate, Remedy Entertainment activând pe ambele părți ale jocurilor cu un singur jucător.

## Legături externe
- CrossFire NA/UK
- CrossFire Europe Arhivat în 10 decembrie 2011, la Wayback Machine.